# براد مارش
براد مارش هو لاعب هوكي الجليد كندي، ولد في 31 مارس 1958 في لندن في كندا.

## وصلات خارجية
- براد مارش على موقع دوري الهوكي الوطني (الإنجليزية)
- براد مارش على موقع قاعة مشاهير الهوكي (لاعب أن.إتش.أل) (الإنجليزية)
- براد مارش على موقع EliteProspects.com (الإنجليزية)
- براد مارش على موقع HockeyDB.com (الإنجليزية)
- براد مارش على موقع Hockey-Reference.com (الإنجليزية)